# Великие Перелески
Великие Перелески (укр. Великі Переліски) — село в Заболотцевской сельской общине Золочевского района Львовской области Украины.
Население по переписи 2001 года составляло 31 человек. Занимает площадь 0,4 км². Почтовый индекс — 80630. Телефонный код — 3266.